# Roy Andersson (football)
Roy Andersson, né le 2 août 1949 à Kirseberg (en) (un quartier au nord de Malmö), est un footballeur international suédois.

## Biographie
Andersson évolue pendant quinze ans comme défenseur central au Malmö FF, où il brille notamment par sa puissance. Avec son équipe il remporte le championnat de Suède à cinq reprises (1970, 1971, 1974, 1975, 1977), et la coupe de Suède également (1973, 1974, 1975, 1978, 1980). À titre individuel, il reçoit en 1977 un Guldbollen, récompensant le meilleur joueur suédois de l'année. Il dispute un total de 623 matchs avec son club, dont 327 en championnat.
En 1979, son équipe atteint la finale de la Coupe des clubs champions européens, mais sérieusement blessé au genou, il ne la joue pas. Son équipe s'incline face à Nottingham Forest (1-0). L'équipe obtient après cet exploit la médaille d'or Svenska Dagbladet, récompensant la plus belle performance sportive de l'année en Suède. Le bilan de Roy Andersson en Coupe d'Europe des clubs champions est de 18 matchs joués, pour aucun but marqué.
Andersson compte vingt sélections en équipe de Suède entre 1974 et 1978. Il joue son premier match le 13 octobre 1974 contre la Tchécoslovaquie, et son dernier le 16 août 1978 face au Danemark.
Il participe avec la sélection suédoise à la Coupe du monde de 1978 organisé en Argentine. Lors du mondial, il est titulaire et joue trois matchs : contre le Brésil, l'Autriche, et l'Espagne.
Il a deux fils, Patrik et Daniel, qui deviennent à leur tour footballeurs et seront également sélectionnés en équipe nationale.